# برنامه فضایی مرکوری
برنامه فضایی مرکوری (به انگلیسی: Mercury space program) یکی از پروژه‌های فضایی ناسا بود که یکی از مهم‌ترین دستاوردهای آن، ارسال نخستین فضانورد آمریکایی (جان گلن) و نخستین فضانورد آمریکایی در مدار زمین (آلن شپارد) بود.

## نگارخانه

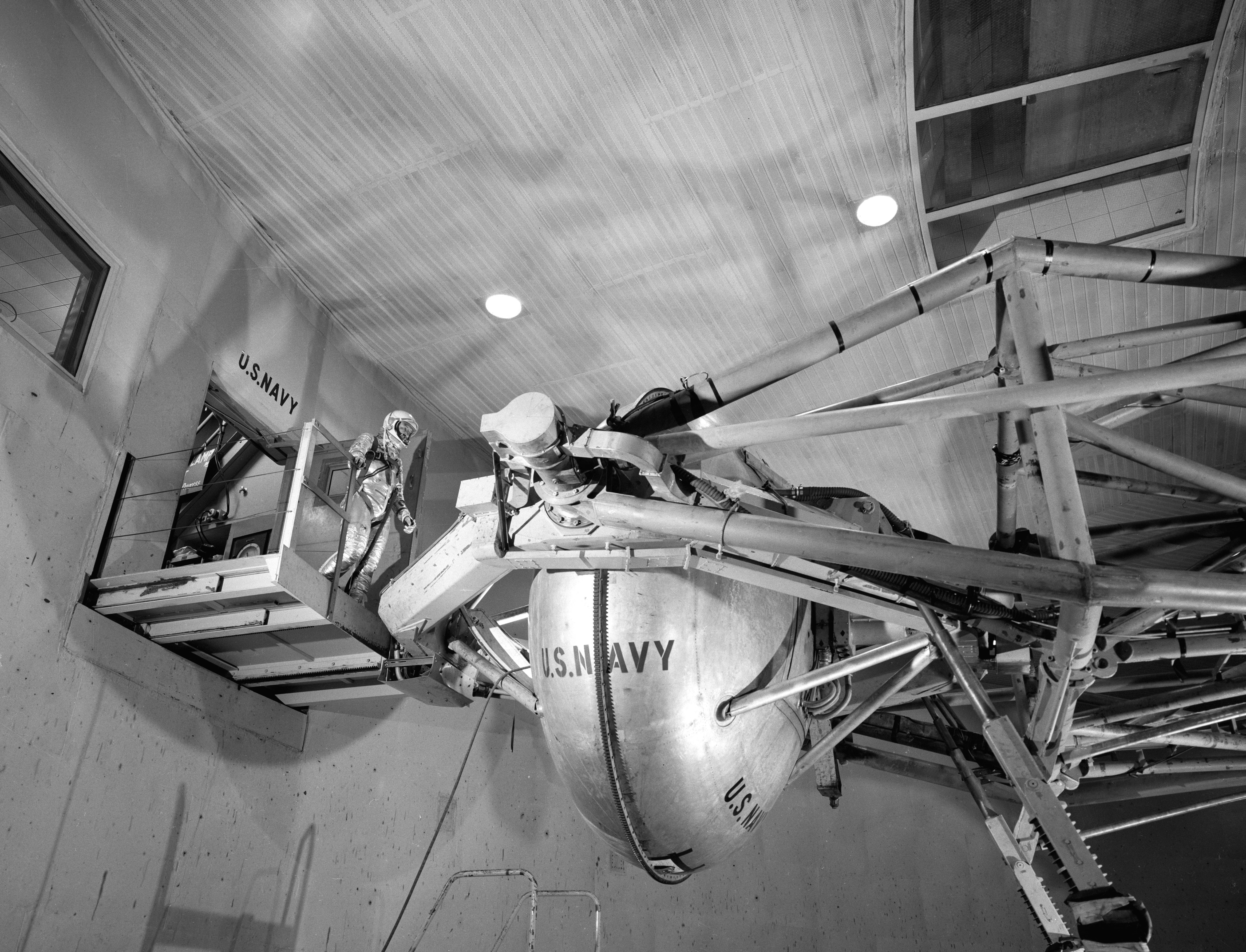
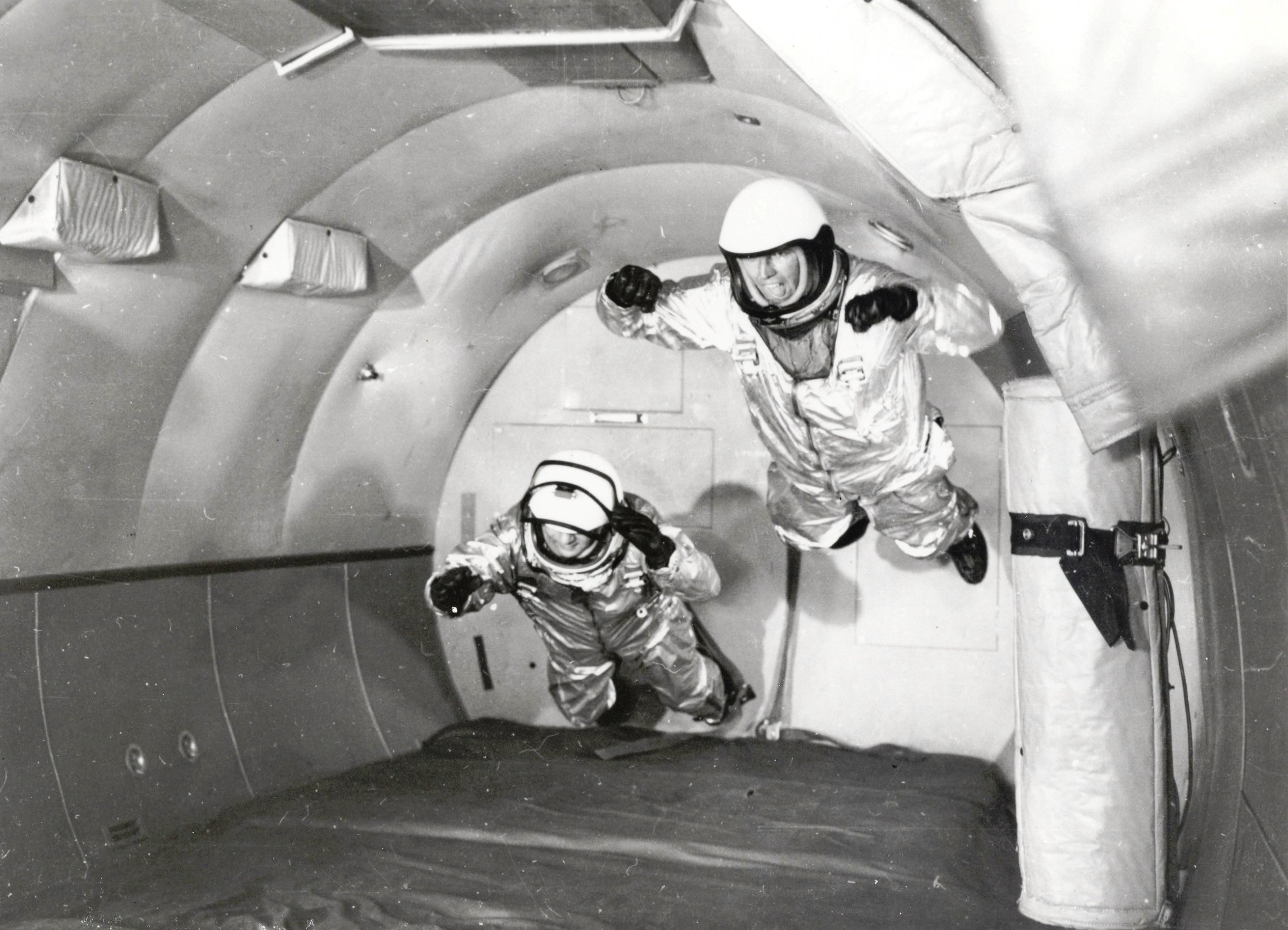
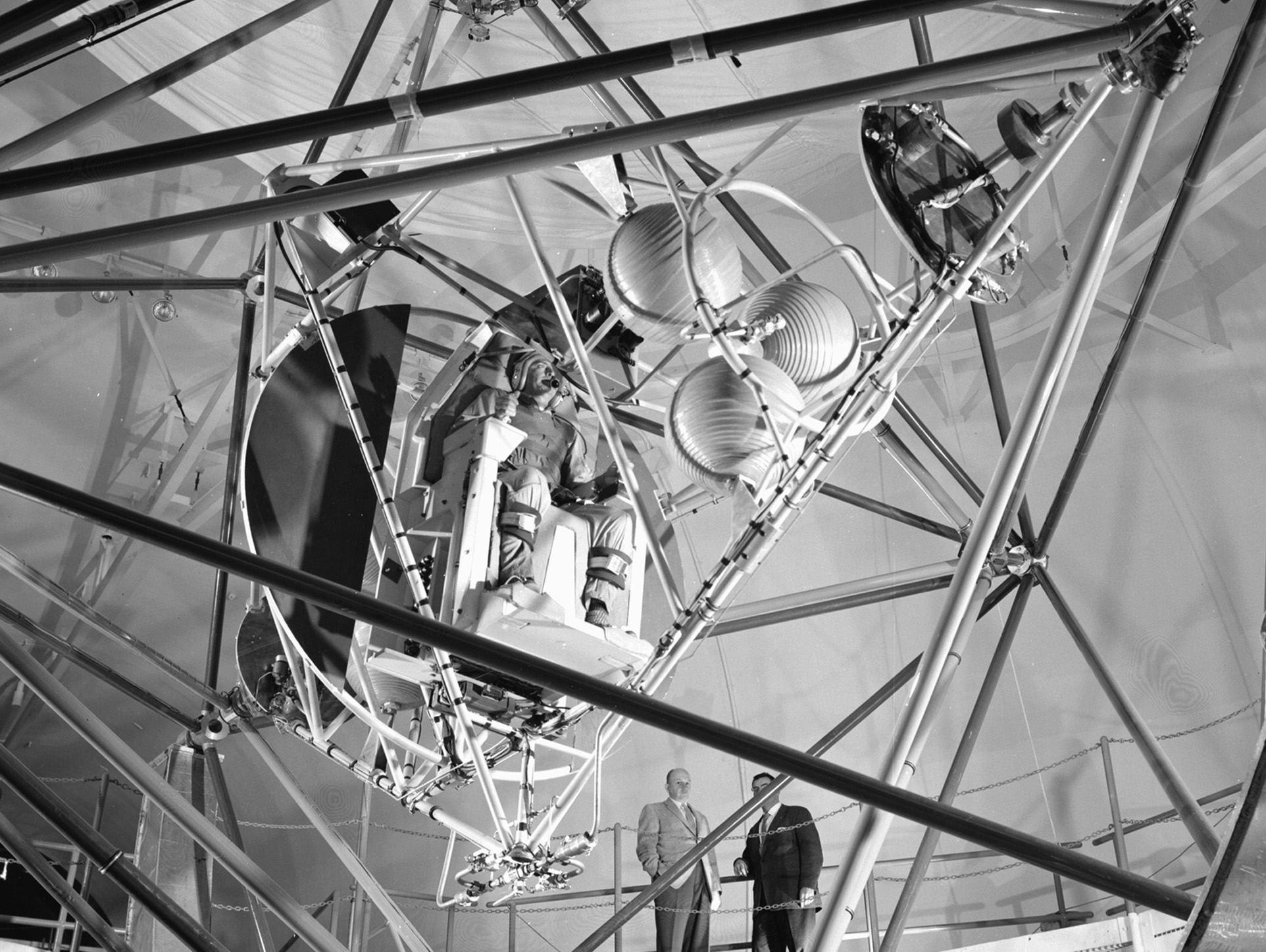
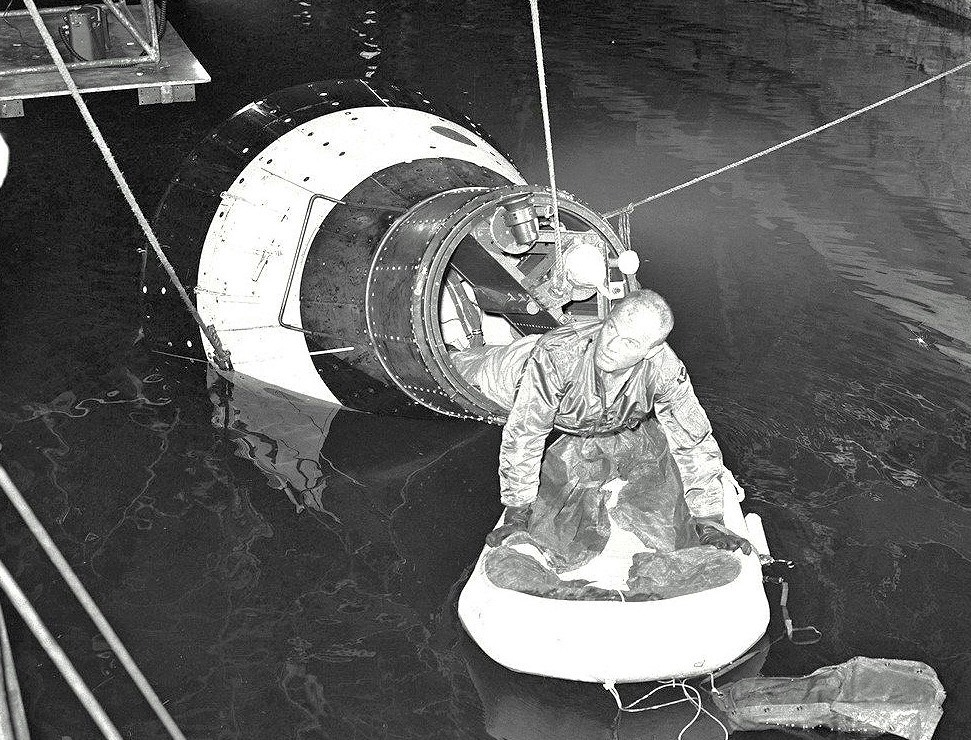
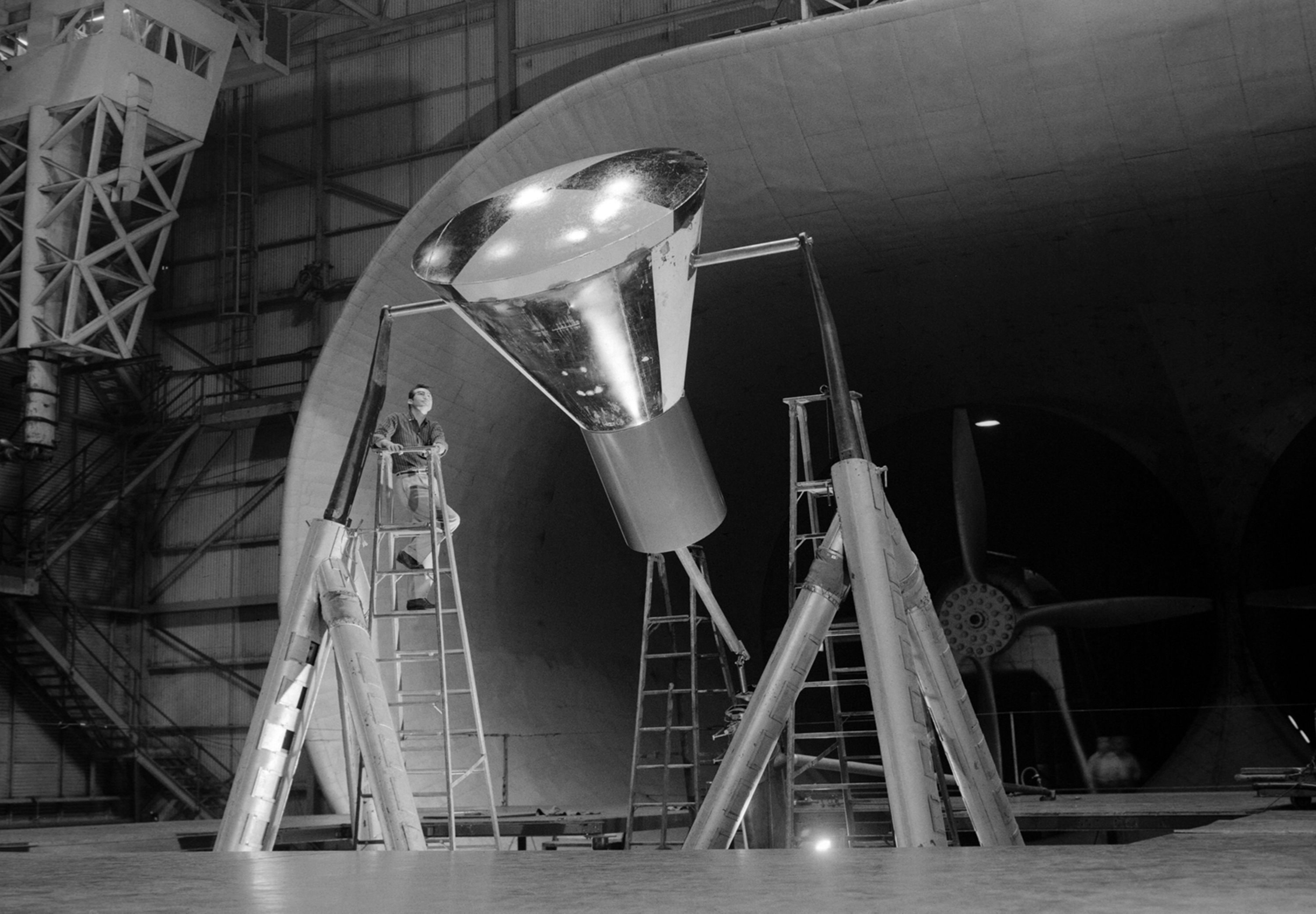